# Aleksandar Prnjat
Aleksandar Prnjat (Beograd, 29. lipnja 1965.), srbijanski filozof

## Životopis
Rodio se je u Beogradu 29. lipnja 1965. godine. Diplomirao je filozofiju na Sveučilištu u Beogradu, a magistrirao i doktorirao političke znanosti na Fakultetu političkih znanosti Sveučilišta u Beogradu. Redoviti je profesor filozofije i sociologije na sveučilištu Alfa BK. Predaje predmete Etiku, Sociologiju, Političku filozofiju, Političku teoriju, Poslovnu etiku i Europu i globalnu politiku.

## Znanstvena djelatnost
Aleksandar Prnjat je objavio više od 40 znanstvenih radova i tri monografije. Prorektor je za znanstveno-istraživački rad na sveučilištu Alfa BK. Urednik je časopisa  Kultura Zavoda za proučavanje kulturnog razvitka u Beograda.
Važniji radovi  obuhvaćaju:
- Crkva i paternalizam-odgovor Mihailu Markoviću, Filozofija I Društvo 19 (2):253-256 (2008)
- O jezičko-ekspresivnom paternalizmu: replika Mihailu Markoviću, Institut za filozofiju i društvenu teoriju, 2009.
- Lični interes i moralna motivacija vernika, Kultura, 340-347.
- Anti-semitic discourse as linguistic expressive paternalism, Kultura, 395-400
- Zapis o crkvi, Lettre Internationale, srpsko izdanje, Književnost, 1119-1121
- Apokalipsa bez otkrivenja: Svetozar Stojanović o mogućnosti samouništenja čovečanstva, Theoria 55 (4)
- Koncept religijske tolerancije, Lettre Internationale, srpsko izdanje, Književnost, 1741-1745
- I argumentacije: ponovo o antisemiskom diskursu i samoočiglednosti, Alfa Univ. 2012.
- The concepts of secularism and laicism: A reply to Darko Tanasković, Kultura, 473-478.
- Antisemitski diskurs i odbacivanje traganja za istinom, Alfa Univ. 2012.
- Ђаволову истину није могуће мислити, Контуре хоризонта, 220-230
- Language, Literature and Religion: Јezik, Кnjiževnost i Religija, A Prnjat, T Parezanović, Alfa Univ. 2014.
- Političke institucije, politički akteri i ekonomske performanse: slučaj Srbije, L Madžar, M Kovačević, A Prnjat, Alfa Univ. 2013.
- Religija i filozofija kao sredstva očišćenja duše, JUNIR godišnjak II, 128-130
- Understanding of yearn-Valter Benjamin: Berlinsko detinjstvo oko hiljadudevetstote, Svetovi, Novi Sad, 1993.

## Vanjske poveznice
- Zavod za proučavanje kulturnog razvitka, Beograd